# Grigore Tocilescu
Grigore George Tocilescu (n. 26 octombrie 1850, Fefelei, Prahova – d. 18 septembrie 1909, București) a fost un istoric, arheolog, epigrafist și folclorist român, membru titular al Academiei Române (1890).

## Studiile
După terminarea școlii primare și a gimnaziului la Ploiești, Tocilescu urmează liceul Sf. Sava din București. La Universitatea din București urmează literele, filosofia și dreptul. După terminarea facultății pleacă la Praga, unde obține doctoratul în filosofie la secția istorică, și continuă la Viena cu studiul arheologiei și epigrafiei, astfel formându-se ca jurist, filolog clasic și istoric slavist.

## Activitatea profesională

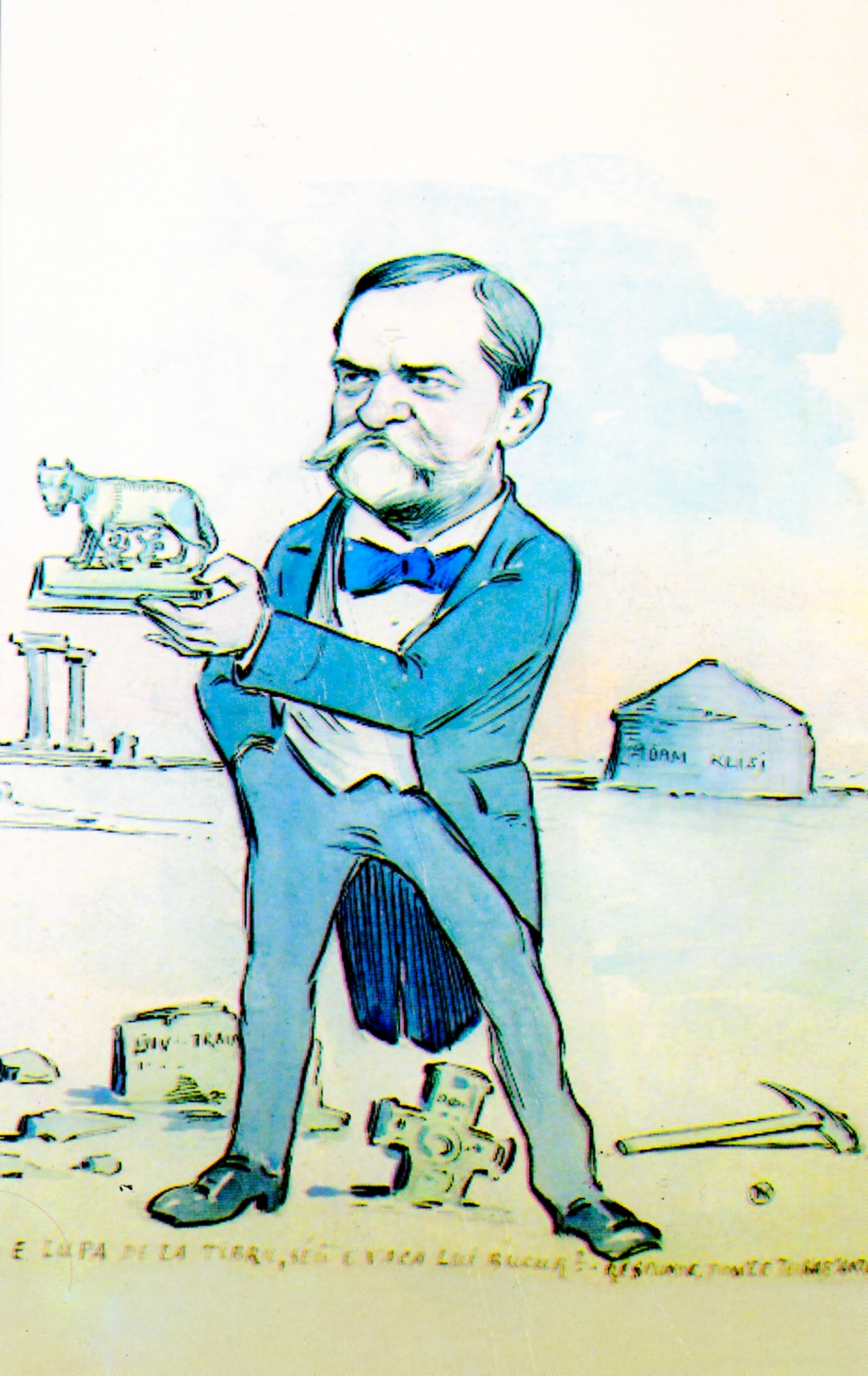
Grigore Tocilescu - caricatură de Nicolae S. Petrescu-Găină

În anul 1877 Grigore Tocilescu a fost la Moscova, la muzeul Rumianțov, unde a copiat cartea De-nceputul lumiei de-ntâiu, scrisă de Mihail Moxa, și i-a trimis copia lui Bogdan Petriceicu Hasdeu, care a publicat-o în Cuvente den batrâni (vol. I, 1878). Lucrarea este o istorie universală care începe de la "facerea lumii", vorbește de asirieni, egipteni, perși, trecând apoi la romani. Face istoria pe scurt a Republicii Romane, după care enumeră împărații de Apus și de Răsărit până la stabilirea domniei turcești în Europa, și termină cu primele lupte ale turcilor cu românii la 1489. Ulterior, pleacă la Paris pentru a continua studiile din arhivele și bibliotecile franceze, despre Dimitrie Cantemir. Cu această ocazie urmează cursurile de la Collège de France și École Pratique de Hautes-Etudes (Sorbona).
Întors în țară, este numit directorul Muzeului Național de Antichități și ocupă postul de profesor de istorie antică și de epigrafie la Universitatea București (1881). Din punct de vedere al arheologiei, Tocilescu a fost inițiatorul săpăturilor arheologice românești din Dobrogea.
Este coautor al lucrării Marele Dicționar Geografic al României apărut în 5 volume la București în perioada 1898-1902. A fost secretar general la Ministerul Învățământului și, de mai multe ori, senator conservator.
Tocilescu este unul din primii istorici care s-au ocupat de studiul civilizațiilor de pe teritoriul fostei Dacii. A lăsat trei lucrări impresionante: Dacia înainte de romani, Monumentul de la Adamclisi în colaborare cu O. Benndorf și G. Niemann și Fouilles et recherches archéologiques en Roumanie. De asemenea, s-a preocupat de republicarea unor lucrări fundamentale, precum "Hronicul vechimei a româno-moldo-vlahilor" (Ed. Academiei, 1901), a lui Dimitrie Cantemir.
Ca folclorist, a realizat o vastă culegere folclorică.

## Lucrări
- Cumu se scrie la noi istoria, Typographia Curții (lucrătorii asociați), 1873
- Dacia înainte de romani. Cercetari asupra poporeloru carii au locuitu Țierile Române de a stânga Dunării, mai înainte de concuista acestoru țieri de cotra Imperatoriulu Traianu Arhivat în 30 martie 2019, la Wayback Machine., Tipografia Academiei Române, 1880
- Monumentele epigrafice și sculpturali al Museului național de antichități din Bucuresci publicate sub auspiciile Academiei Române, Tipografia "Corpului Didactic", C. Ispășescu & G. Brătănescu, 1902
- Monvmente religioase I (Titvli sacri)
- Materialuri folkloristice, (vol.1 partea 1, partea 2, vol.2), Tipografia "Corpului Didactic", C. Ispășescu  & G. Brătănescu, 1900

### Reeditări
- 534 Documente istorice slavo-române din Țara-Românească și Moldova, privitoare la legăturile cu Ardealul (1346-1603) din arhivele orașelor Brașov și Bistrița în text original slav însoțit de traducere românească, tipărite la Viena în 1905-1906 în Atelierele Adolf Holzhausen, 28 sep 1909, reeditat Librăria "Casa Românească", 1931
- Istoria românilor, (reeditare) Editura Tipo Moldova, 2010
- Balade și doine (reeditare), Editura Miracol, 2010; Editura Dacia XXI, Cluj-Napoca, 2011, ISBN 978-606-604-096-9.